# Guitars
Albums de Mike Oldfield
Tubular Bells III
(1998) The Millennium Bell
(1999)
Guitars est le 19e album du musicien britannique Mike Oldfield. Il est sorti le 24 mai 1999.
Tous les instruments utilisés pour cet album sont des guitares, y compris les sons de basse, percussion, ou synthétiseur, qui sont produits par des équipements commandés par des guitares. Four Winds est un morceau en quatre parties, dont les sections sont des évocations musicales des quatre points cardinaux (Nord, Sud, Est et Ouest).

## Pistes de l'album
1. Muse - 2:12
2. Cochise - 5:15
3. Embers - 3:51
4. Summit Day - 3:46
5. Out Of Sight - 3:48
6. B. Blues - 4:30
7. Four Winds - 9:32
8. Enigmatism - 3:32
9. Out Of Mind - 3:46
10. From The Ashes - 2:28

## Guitares utlilisées
- Guitare classique Jose Ramirez
- Guitare flamenco Jose Ramirez
- Guitare électrique Fender Stratocaster Rose Saumon 19622
- Guitare Fender Stratocaster Sunburst 1972
- Guitare Martin
- Guitare Custom 24 PRS avec capteurs électromagnétique synthétiseur Roland
- Guitare PRS McCarty Thinline
- Guitare PRS Custom
- Basse Wal 4 cordes